# Sony Xperia S
Sony Xperia S (модельний номер — LT26i, інші назви — Sony Ericsson Nozomi, Sony Ericsson Xperia Arc HD, Sony Ericsson Xperia NX (в Японії)) — смартфон із серії Sony Xperia, розроблений компанією Sony, анонсований 10 січня 2012 року на CES. Це перший смартфон, який Sony випустила самостійно після викупу частки Ericsson у січні 2012.

## Дизайн
Передня частина Xperia S майже на 90% складається зі скла, яке виглядає повністю чорним, коли екран вимкнено, а задня частина злегка вигнута для комфорту. Xperia S також має спеціальне нанопокриття, яке не тільки відштовхує бруд, але й є активним ультрафіолетом, ззаді розташований логотип Sony Ericsson, незважаючи на те, що телефон вже вийшов як смартфон виключно Sony. Антена вбудована в прозору смужку, яка прорізає основу пристрою, смуга підсвічується і вказує, де розташовані кнопки «Назад», «Додому» та «Меню». Смужка може повідомляти про наявність будь-яких непереглянутих сповіщень за умови, що стоїть програма Illumination Bar Notification. На відміну від конкурента Samsung Galaxy S III, у Xperia S присутня спеціальна фізична кнопка затвора камери, яку також можна використовувати для швидкого запуску камери. Самі кнопки реалізовані у вигляді сенсорних ділянок між прозорою смужкою та екраном, як на Sony Xperia P. Під прозорою лінією вписується назва серії XPERIA. Такий підхід до дизайну — Sony описала як «Iconic Identity», що є простим і солідним зовнішнім виглядом, який легко впізнати як смартфон Sony Xperia. 

## Характеристики смартфону

### Апаратне забезпечення
Смартфон працює на базі двоядерного процесора Qualcomm Snapdragon S3 (MSM8260), що працює із тактовою частотою 1,5 ГГц (архітектура ARMv7), 1 ГБ оперативної пам’яті і використовує графічний процесор Adreno 220 для обробки графіки. Пристрій також має внутрішню пам’ять об’ємом 32 ГБ, без можливості її розширення за допомогою картки пам'яті. Апарат оснащений 4,3-дюймовим (109,22 мм відповідно) дисплеєм із розширенням 720 x 1280 пікселів із щільністю пікселів 342 ppi, що виконаний за технологією TFT. Він підтримує мультитач, High Definition Reality з мобільним BRAVIA engine від Sony і здатний відображати 16 777 216 кольорів. 
Задня камера має 12 мегапікселів Exmor R для зйомки при слабкому освітленні та здатний записувати відео у форматі 1080p (Full HD) зі стереозвуком, , який був представлений у 2012 році. Він також оснащений фронтальною камерою на 1,3 мегапікселя і здатний записувати відео з роздільною здатністю 720p. Завдяки функції Fast Capture можна миттєво зробити фото зі сплячого режиму за 1,5 секунди. У пристрої в наявності спеціальною фізичною кнопкою затвора для зйомки фотографій і швидкого запуску камери.
Дані передаються через роз'єм micro-USB, який також підтримує USB On-The-Go, і порт micro HDMI для перегляду зображень і відео з пристрою на екрані телевізора. Щодо наявності бездротових модулів Wi-Fi (802.11b/g/n), Bluetooth 2.1, DLNA, вбудована антена стандарту GPS + ГЛОНАСС. Він також має NFC (Near Field Communication), який можна використовувати з Xperia SmartTags, або для фінансових транзакцій, за допомогою відповідних програм із Google Play.
Весь апарат працює від Li-ion акумулятора ємністю 1750 мА·г, що може пропрацювати у режимі очікування 450 годин (18,8 дня), у режимі розмови — 7,5 години, і важить 144 грами. Xperia S обладнаний можливістю швидкої зарядки. Час зарядки буде скорочено вдвічі, а 10-хвилинної зарядки достатньо, щоб телефон працював протягом години.

### Програмне забезпечення
Смартфон Sony Xperia S постачалася із встановленою Android 2.3 «Gingerbread», але 21 червня в деяких країнах або операторах було оновлено до версії 4.0.4 «Ice Cream Sandwich»., Sony оголосила про початок оновлення до Android «Jelly Bean» 4.1 для Xperia S з кінця травня 2013 року. Оновлення до Android 4.1.2 «Jelly Bean» почало випускатися 30 травня 2013 року.. Оновлення принесло нові функції, такі як покращені програми для розваг і камери, збільшений термін служби акумулятора, покращена функціональність програм і нові параметри персоналізації.
Xperia S інтегрований іх Facebook і має інтерфейс користувача Timescape. Інтерфейс має головний екран із п’ятьма панелями, (які не можна видалити чи добавити ще) із чотирма прикріпленими ярликами внизу, на всіх панелях (по два з обох боків, по середині список програм, проте бічні ярлики можна замінити). Присутні власні віджети Sony, годинник Timescape (з присутністю окремої програми) і альбом фото/відео Mediascape (на Ice Cream Sandwich програми вже відсутня). Він також має сертифікацію PlayStation Mobile, що дозволяє користувачам грати в ігри PlayStation Suite, і підключений до Sony Entertainment Network, що дозволяє користувачам отримувати доступ до Music & Video Unlimited. Xperia S також сертифікований DLNA.
Можна встановити на пристрій інші версії операційної системи: KitKat, Lollipop, Marshmallow, Nougat та Oreo за допомогою спеціальних ромів Xperia™ S Custom. XDA. Архів оригіналу за 21 лютого 2020. Процитовано 12 квітня 2022.. 

## Критика
Після випуску Xperia S отримав високу оцінку за функціональність, оригінальний дизайн, високу роздільну здатність дисплея, камеру і ефективне розпізнавання голосу, але був розкритикований за застаріле програмне забезпечення і відсутність змінних накопичувачів і акумуляторів. Однак, акумулятор можна замінити вручну, розібравши телефон на частини, або звернувшись до сервісного центру Sony. Хоча, як повідомляє Sony, дана батарея високої якості прослужить вірою та правдою 3 роки чи більше. Серед Android смартфонів, Xperia S конкурував з Galaxy Nexus, HTC One X, LG Optimus 4X HD та Samsung Galaxy S III. Червневе оновлення Android було добре прийнято, і нова версія була вдосконалена.
Ресурс PhoneArena поставив апарату 8.5 із 10 балів, сказавши, що «перший смартфон, що Sony зробила самостійно є захоплюючим». До плюсів зараховано камера, швидкість запуску, екран, дизайн, внутрішня пам'ять, динаміки, якість дзвінків, швидке заряджання, до мінусів — сенсорні клавіші, незмінна батарея, відсутність слоту розширення пам'яті.
TechRadar поставив 4.5/5, сказавши, що «ми дійсно вражені тим, що Sony зробила у самостійному плаванні». Сподобались екран, процесор, камера, програмне забазпечення, не сподобались — відсутність слоту розширення пам'яті, відсутність підтримки Mac, недостатня реакція сенсорних клавіш.
CNET UK поставив оцінку 3.5/5, сказавши, що «загалом, Xperia S отримала силу, щоб заявити про себе, але це могло б бути карще». Плюсами смартфону названо високоякісний екран, швидкий процесор, камера, мінусами — відсутність Ice Cream Sandwich, незграбний дизайн, відсутність слоту розширення пам'яті.
Незважаючи на те, що Xperia S і iPhone 4S мають подібні датчики камер Exmor R, Наташа Ломас з CNET UK віддала перевагу камері iPhone 4S через її кольори, експозицію, фокус і шумозаглушення, (у деяких коментарях до статті Наташі критикували, що тест був упередженим і несправедливим, в той час як інші вважали, що висновок виправданий), але для Базиля Кронфлі з recombu, Xperia S мало не була нарівні з HTC One X за кращу камеру, кнопки та високу якість зображення. Він навіть порівняв Xperia S з iPhone 4S та Nokia N8. Хоча, на думку багатьох користувачів інтернету, камера з Android 2.3 Gingerbread на борту, робила набагато чіткіші знімки, ніж при Android 4.0 Ice Cream Sandwich.

### Відео
- Sony Xperia S від ТехноПарк
- Огляд Sony Xperia S [Архівовано 15 грудня 2013 у Wayback Machine.] від PhoneArena (англ.)

### Огляди
- Деніель П. Огляд Sony Xperia S [Архівовано 28 квітня 2013 у Wayback Machine.] на сайті PhoneArena (англ.)
- Філ Лавіль. Огляд Sony Xperia S [Архівовано 23 березня 2013 у Wayback Machine.] на сайті TechRadar (англ.)
- Наташа Ломас. Огляд Sony Xperia S [Архівовано 12 березня 2013 у Wayback Machine.] від CNET UK (англ.)